# 岡田克也
岡田 克也（おかだ かつや、1953年〈昭和28年〉7月14日 - ）は、日本の政治家、通産官僚。立憲民主党所属の衆議院議員（12期）、立憲民主党常任顧問。
外務大臣（第137代・第138代）、副総理・内閣府特命担当大臣（行政刷新）（野田改造内閣）、民主党代表（第4代・第11代）、同幹事長（第4代・第8代・第11代）、同代表代行、同政策調査会長（第4代）、民進党代表（初代）、同常任顧問、立憲民主党幹事長（第3代）、立憲民主党常任顧問を歴任した。
ジャスコ創業者の岡田卓也は父。イオン取締役兼代表執行役会長の岡田元也は実兄。2010年より東京新聞政治部部長を務め、現在は編集局次長を務めている高田昌也は実弟。

## 来歴

### 生い立ち・官僚時代
三重県四日市市の岡田屋呉服店を前身とする四日市岡田家（本籍地は四日市市中部地区の諏訪栄町商店街で結婚後は近鉄名古屋線の西側の四日市市堀木に自宅を購入した）の7代目当主でスーパー「岡田屋（後のイオン）」を経営していた岡田卓也の次男(2歳上の兄と4歳下の弟がいる)として生まれる。男3人兄弟であった。4歳年下の弟（中日新聞政治部長の高田昌也）は母方である高田家の養子となった。小さい頃はおばあちゃん子であったと自身のブログで述べている。おばあちゃんとは母方（高田家）の祖母のことであり、麻雀が好きだったという（ブログによると2009年（平成21年）1月31日に100歳という長寿で老衰により死去したとのこと）。
公立小学校と公立中学校に通い、四日市市立中部西小学校と四日市市立中部中学校を卒業した。小学校時代は児童会会長を務めて、中学校ではテニス部に所属していた。平成13年（2001年）8月1日に朝日新聞社の取材を受けて、「育った町の四日市市についてどう思うか」との質問に「公害の町」であると回答した。「自分は四日市公害の体験者であり、中部西小学校の児童だった頃に第2四日市コンビナート（近隣の午起地区に中部電力四日市火力発電所などの石油系企業が増設された事と、塩浜地区の第1コンビナートの高煙突化対策が原因で汚染物質が中部地区まで拡散されて公害被害地域が拡大した）が建設された事から公害問題が顕在化して、中部地区にも大気汚染による被害が拡大した。同級生（昭和28年度生まれ）で四日市ぜんそくの症状で悩んでいた人もいたし、自分が卒業した後に、中部西小学校の後輩になる9歳年下（昭和37年度生まれ）の女の子が4年生（9歳）で死亡したなど公害で亡くなった四日市地域の人もいた」と発言した。
父の経営するスーパーが三重県四日市市を拠点とする「岡田屋」から他社である兵庫県姫路市を拠点とする「フタギ」と大阪府吹田市を拠点とする「シロ」の3社が提携を行い合併して「ジャスコ」となり事業が拡大すると共に、四日市市中心から全国的な経営をする必要から父子で大阪府に移住して、大阪教育大学附属高等学校池田校舎を経て東京大学法学部政治学科を卒業する。学位は法学士。
国家や社会など公的な仕事に就くという幼少時からの夢のため国家公務員を目指した。「大蔵省（現在の財務省・金融庁）は、役所を相手にする役所で、直接国民に接する役所と比べて具体的なやりがいが実感できないような気がした。それに、そもそも成績を考えると受かる自信もなかった。最終的に厚生省（現在の厚生労働省）と通商産業省（現在の経済産業省）の2つ内定をもらった」と述べている。どちらにしようか迷ったあげく、1976年（昭和51年）通商産業省に入省する。同期には参議院議員で元北海道知事の高橋はるみらがいた。
通産省では中小企業対策や石油問題などを手がけて、中小企業庁総務課→産業政策局調査課→石油計画課→工業技術院総務課に配属された。町村信孝の直属の部下だったこともある。1985年（昭和60年）に米国のハーバード大学の国際問題研究所に派遣された。研究員として1年間滞在して、ハーバード大学のケネディスクール（ジョン・F・ケネディアメリカ大統領を冠して設立された行政学を専攻するコース）で学び、ロナルド・ドーア、エズラ・ヴォーゲルの講義を受けた。この頃から政治への問題意識を抱き始め、同時に官僚として出来ることの限界に気付くようになる。

### 政界入り

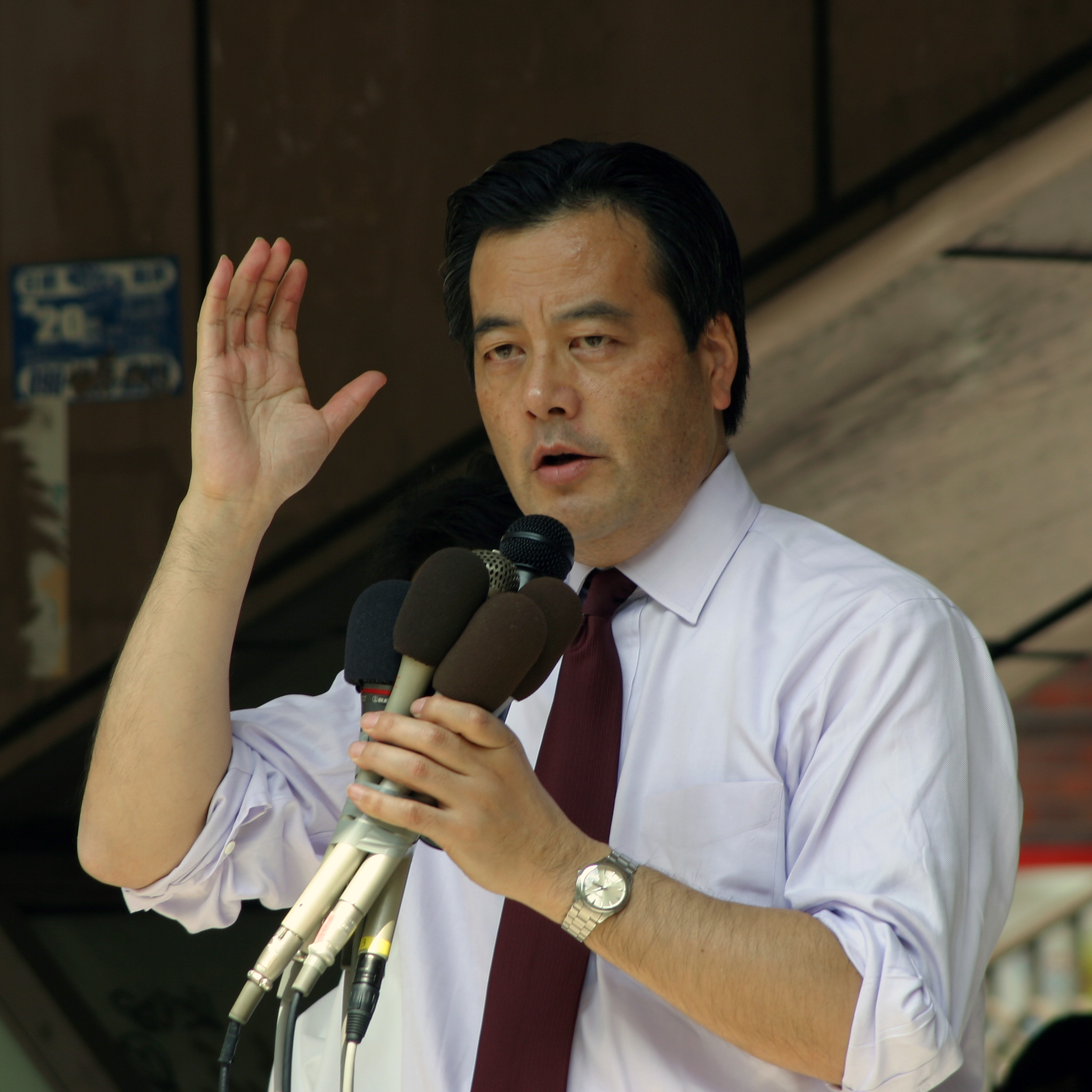
2005年4月9日、福岡市での街頭演説にて

桑名市と四日市市を地盤としていた竹下派所属の山本幸雄の後継者として出馬をした。竹下登と財界との関係で繋がりが深かった父の岡田卓也を通じて打診、克也が「やってもいい」と意欲を見せたことで自由民主党竹下派の新人候補として出馬に至った。1988年（昭和63年）7月に大臣官房総務課の企画調査官を務めたのを最後に通産省を退官した。36歳で中選挙区の三重1区から1990年（平成2年）の第39回衆議院議員総選挙に出馬した。滑り込みの4位であったが当選した。選挙結果である当選順位は、同じ自民党所属の北川正恭（三塚派所属で2位の110384票）と川崎二郎（宮沢派所属で3位の105183票）より得票数が少ない97290票で、自民党候補では最下位であった。中選挙区制度では他の自民党候補との競争や労組出身の伊藤忠治に勝てずに自分が選挙に強くない事を実感した。自民党離党後に新生党から出馬して、新党ブームで無党派層の支持を得た。1993年（平成5年）の第40回衆議院議員総選挙ではトップ当選をした。新進党と民主党で一貫して唱えた二大政党制を推進する小選挙区制が有利に働いて、強力な地盤が形成されて、三重3区で大差で連続当選している。
自民党時代は、当初経世会（竹下派）に所属していたが、東京佐川急便事件で竹下派が分裂すると羽田派（改革フォーラム21）に所属した。羽田孜、後藤田正晴、伊東正義らと共に政治改革を訴え、若手国会議員の代表格として頭角を現していく。
一連の政争を重ねる中で「一国の総理大臣が、金集めがうまいかどうかで決まる」（本人談）という当時の自民党の派閥政治を目の当たりにし、愕然とする。1993年（平成5年）、宮澤改造内閣不信任案に賛成して自民党を羽田派の議員ともに集団離党した。この際に「岡田に暴力をふられた」と叫んだ浜田幸一議員との乱闘があり、3年半の自民党生活に終止符を打った。
その後は、羽田孜や小沢一郎に従って新生党結党に参加した。翌年の1994年（平成6年）に新進党に合流した。1996年（平成8年）の第41回衆議院議員総選挙に敗北した後の新進党内の抗争激化を受けて、翌年の1997年（平成9年）に小沢一郎が新進党解党を宣言する。議員総会で「新進党解党を了承するように」と発言した小沢一郎に対して「新進党と書いてくださった有権者に対する裏切りだ」として岡田は解党に強く反対するが、決定は覆らなかった。以後、小沢とは民主党と自由党の合併（民由合併）まで袂を分かつこととなる。

### 民主党時代

#### 野党時代

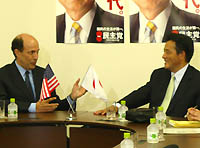
2009年9月11日、民主党本部にて駐日アメリカ合衆国大使ジョン・ルース（左）と

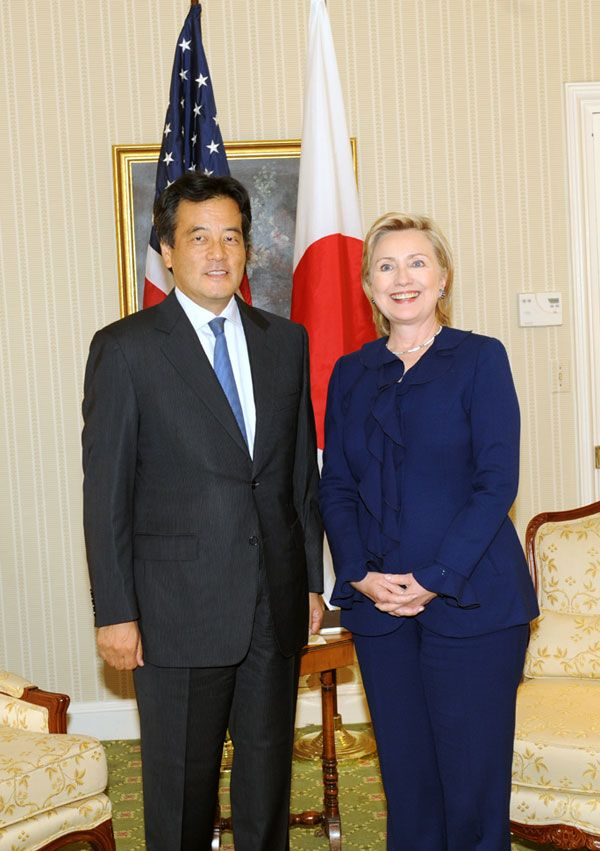
2009年9月21日、ウォルドルフ＝アストリアにてアメリカ合衆国国務長官ヒラリー・クリントン（右）と

新進党の解党後、国民の声、民政党を経て新民主党に参加する。政策調査会長代理に就任する。以後、衆議院安全保障委員長、政策調査会長、幹事長代理を歴任する。2002年（平成14年）の民主党代表選挙に立候補するが菅直人に敗れて、幹事長に就任する。
2004年（平成16年）、菅が年金未納問題で代表を辞任して、有力後継候補と目されていた小沢一郎も同様に国民年金未払が発覚して、代表選出馬を辞退する。この事態により、岡田が同年5月18日より代表を務めた。代表就任後、岡田自身も小沢と同じく任意加入時期の国民年金未払い問題を抱えていたことを明らかにし、任意加入時期なので未払いには当たらないとの考えを示した。
代表就任以降、「野党」ではなく「政権準備党」を名乗るなどして衆議院選挙での政権交代をアピールした。2004年（平成16年）7月11日の第20回参議院議員通常選挙では自民党を1議席上回る50議席を獲得した。
2004年（平成16年）9月13日の代表選挙で無投票再選を果たす。役員人事で幹事長に川端達夫、代表代行に藤井裕久を任命する。
2005年（平成17年）8月の郵政民営化問題を契機とする衆議院解散（郵政解散）で自民党が分裂選挙となったことから、当初は「政権獲得千載一遇のチャンス」などといわれたが、小泉劇場の前に民主党は埋没し、9月11日の総選挙では公示前勢力を64議席下回る113議席に終わり大敗をする。9月12日午前1時過ぎに記者会見し、代表を退くことを明らかにした。 
2006年（平成18年）9月、民主党の改造人事で民主党副代表に就任する。
2007年（平成19年）、政治改革推進本部長、衆議院予算委員会筆頭理事、党地球温暖化対策本部長に就任する。
2009年（平成21年）3月、小沢一郎の公設秘書が西松建設事件で逮捕され、5月に小沢が代表を辞任すると、党若手議員からの支持を受けて5月16日の代表選挙に出馬した。事前の世論調査では優位に立っていたが、対立候補の鳩山由紀夫に僅差で敗れる。翌17日、党幹事長に就任。この間に、「岡田克也と西松建設が怪しい」との見出しで報道した『週刊朝日』 に対し、岡田は誤解を与える広告であるとして抗議した。後日、『週刊朝日』側が誤りを認め謝罪した。

#### 鳩山政権

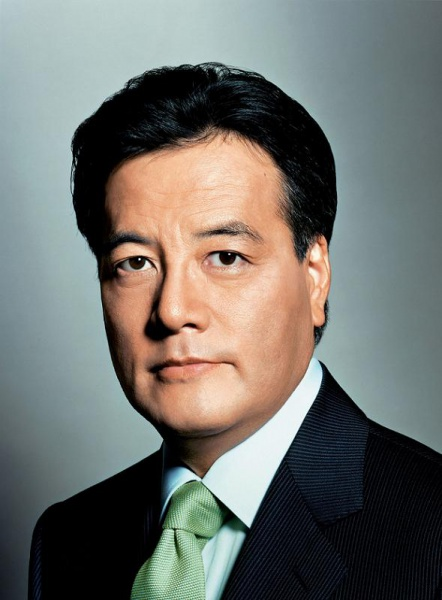
内閣広報室より公表された肖像

2009年（平成21年）8月の第45回衆議院議員総選挙では小選挙区制導入以来の自身最多得票数で再選する。民主党がこの選挙で第1党となったことから与党議員となった。
2009年（平成21年）9月に発足した鳩山由紀夫内閣で外務大臣に就任する。菅直人副総理兼国家戦略担当相（後に財務相）と並びポスト鳩山の有力候補とも目されたが後任の党代表選では菅の推薦人に名を連ねた。菅直人内閣で再任された。

#### 菅直人政権
2010年（平成22年）9月17日に、民主党代表選挙で再任された菅直人の要請を受けて、3度目の民主党幹事長に就任する。民主王国である地元三重県知事を決める2011年三重県知事選挙にて自身も現地入りしたが、党の推薦をだして応援した候補が敗北する。

#### 野田政権
2011年（平成23年）8月の民主党代表選で選出された野田佳彦による組閣で財務大臣就任を要請されたが固辞した。新執行部の発足 に伴い幹事長を退任した。公務をする充電期間として閣僚を退き、複数のベテラン議員と共に民主党最高顧問となった。12月に民主党行政改革調査会長に就任。
2012年（平成24年）1月13日に、野田政権の内閣改造（野田改造内閣）により入閣し、内閣府特命担当大臣（行政刷新、少子化対策、「新しい公共」、男女共同参画）の4ポストを兼任することとなった。また、国務大臣としての所管事項として「行財政の抜本的見直しを推進するため企画立案及び行政各部の所管する事務の調整（行政改革担当大臣）」 や「社会保障及び税に関する改革を一体的に推進するため企画立案及び行政各部の所管する事務の調整（社会保障・税一体改革担当大臣）」 と「公務員制度改革を推進するため企画立案及び行政各部の所管する事務の調整（公務員制度改革担当大臣）」 をそれぞれ担当することになった。また、内閣総理大臣臨時代理への就任順位は、内閣官房長官の藤村修を抑えて筆頭となったため、いわゆる副総理となる。
2012年（平成24年）2月10日に、復興庁が発足した事に伴い、復興大臣等の人事が行われ、内閣府特命担当大臣（少子化対策、「新しい公共」、男女共同参画）の3ポストを退任する（後任は、中川正春前文部科学大臣）。
2012年（平成24年）4月16日、「公務員制度改革を推進するため企画立案及び行政各部の所管する事務の調整（公務員制度改革担当大臣）」及び「独立行政法人制度の抜本改革関連法案」の担当も中川正春に引き継いだが、同年10月1日に発足した野田第3次改造内閣で再び担当となった。
2012年（平成24年）12月26日に、副総理を退任する。
2013年（平成25年）2月6日、朝日新聞が夕刊1面で同年1月30日の中国海軍レーダー照射事件と同様のレーダー照射が、2012年（平成24年）9月に野田政権が尖閣諸島を国有化する前にも複数回あったことを政府関係者の話として報道 し、日本経済新聞は翌7日付朝刊で『当時の野田佳彦首相や岡田克也副総理らは「日中関係を悪化させたくないとの判断で公表を避けた」と関係者は語る』と報道した。これについて岡田は日本経済新聞に謝罪・訂正文の掲載を求める抗議文を公表し、「事実に反する記事を本人への確認もなく書いたということは、許されないことだと思います」「この時期にこういう「リーク」が出てくるというのは、特定の意図を持って流された可能性が非常に高い」と主張。また小野寺五典防衛大臣が「総理に報告するような事案については、今回のこと（1月19日と30日のレーダー照射）以外には発生していないということであります」と明確に答弁したことを挙げて、「当時の総理や副総理、あるいは、政権が代わったあとの防衛大臣が明確に否定していることについて、たとえ伝聞であったとしても、いかなる根拠を持って、中国を刺激するから公表をしないようにと我々が述べたということを、見出しでも書いたのか。そのメディア（日経新聞）に対して、きちんと説明してもらいたい」 と述べている。また、野田前首相も「当時そのような報告を受けた事実はなく、防衛省も事実はなかったことを認めている」との談話を発表し、全面的に否定した。野田、岡田の反論や小野寺の国会答弁を受けて、日本経済新聞は2013年3月8日付朝刊で、「関係者の話を総合すると当時、中国からのレーダー照射とみられる情報は政権内で広く共有されず、野田、岡田両氏は状況を把握していなかったことになる」と報じ、2013年2月7日付朝刊記事を事実上訂正した。

### 野党移行後

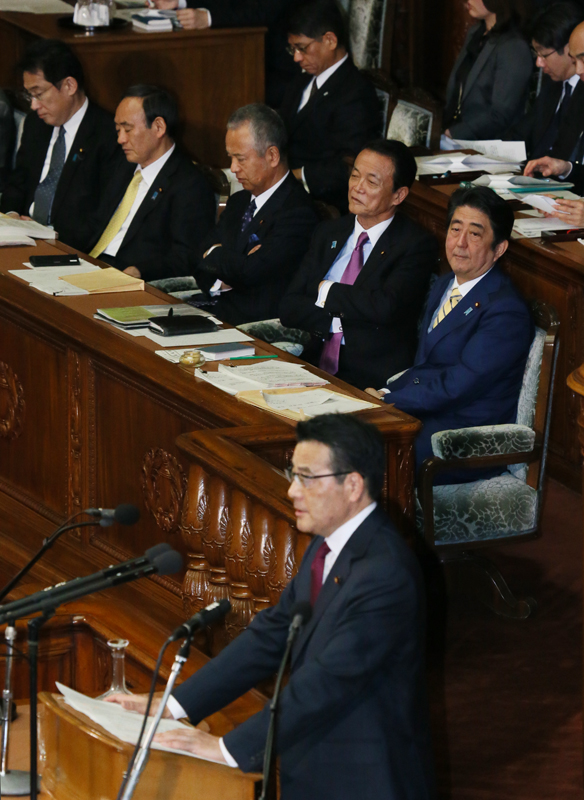
2016年1月26日、衆議院本会議での代表質問にて（手前）

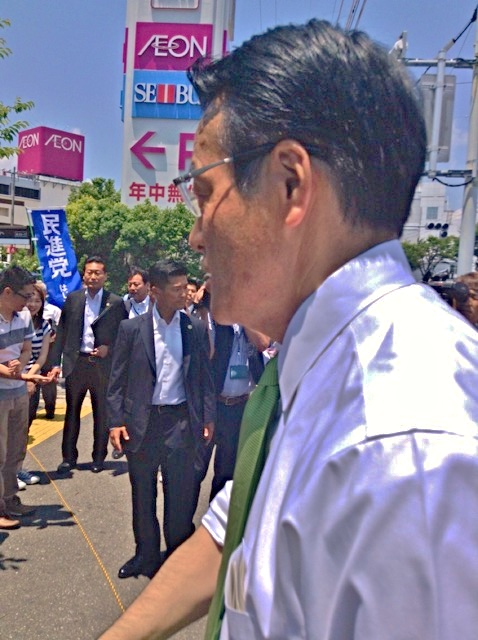
2016年6月3日、岡崎市のイオンモール岡崎での街頭演説にて

2012年12月14日に行われた第46回衆議院議員総選挙で自民党新人の桜井宏を破り再選（桜井は比例復活）。
2013年（平成25年）7月21日に行われた第23回参議院議員通常選挙において三重県選挙区選出の現職高橋千秋の選対本部長を務めるが落選、地元三重県において自身の影響力の退潮を暗示する結果となった。
しかし、2014年（平成26年）の党役員人事の刷新により、代表代行（国政選挙担当）に就任。その後の第47回衆議院議員総選挙で自民党新人候補を比例復活を許さないほどの得票を得て再選を果たした（前回出馬した桜井は比例単独候補となるが落選）。しかし岡田を代表代行に任命した代表の海江田万里が、小選挙区で敗れ比例復活もならず落選し辞意を表明したため、新しい代表が決まるまでは党暫定代表に就任する。内閣総理大臣指名選挙では枝野幸男幹事長と郡司彰参議院議員会長が党代表代行である岡田を首班候補とし、特別国会において投票された。
その後2015年1月民主党代表選挙に出馬。保守系・野党再編派の細野豪志とリベラル系の長妻昭との3つ巴となる。1回目の投票では1位の細野と僅差だったが、決選投票では長妻陣営のうち赤松広隆らのグループを中心に取り込みを図り、1位の細野を逆転したことで、9年ぶりに代表に返り咲くこととなった。第18回統一地方選挙の三重県議会選挙では民主系会派の新政三重が第1党を維持し（逆に自民党は2議席減らす）、民主党王国の威厳を見せた。一方、知事選では対立候補を擁立できず自民党の現職に不戦敗を喫している。

### 民進党
2016年（平成28年）3月27日、民主党と維新の党の合同によって民進党が結成、初代の党代表に就任した。
7月11日、党結成後に初めて行われた国政選挙である第24回参議院議員通常選挙後の7月30日に「新しい人に担ってもらうことが、政権交代可能な政治のために良い」として9月末の任期満了に伴う党代表選挙への不出馬を表明。退任を表明したのが2016年東京都知事選挙の投開票日前日であったことから、松原仁東京都連会長が「極めて理解に苦しむ」と述べるなど、党内外で批判や疑問の声があがった。9月15日の代表選での蓮舫の2代目代表就任をもって退任。
11月28日、「岡田王国」とし20年間も民主党・民進党市政を継続していた地元の四日市市長選挙において民進党系県議の稲垣昭義を支援したが、自民党市議団支持の森智広に敗れた。三重県の選挙でも2011年（平成23年）の民主党政権時代の三重県知事選挙で敗北した（民主党推薦候補の松田直久が自民党推薦候補の鈴木英敬に敗れた自民党勝利の三重県知事選挙である）。さらに野党転落後の2013年（平成25年）の参議院選挙（民主党現職の高橋千秋が自民党新人候補の吉川有美に敗れた）でも敗北をした。2015年（平成27年）の三重県知事選挙でも不戦敗と岡田自身の三重県内の政治的な影響力に陰りを見せている。 また2016年（平成28年）の参議院選挙では民進党の現職芝博一が再選しているがこれは日本共産党が候補を取り下げ統一候補としたことがあり、2010年と2013年、過去二回の選挙における同選挙区での共産党の票数を引くと自民党候補より少ない。
2017年（平成29年）7月2日の東京都議会議員選挙で民進党は惨敗。7月21日、蓮舫代表から野田幹事長の後任を打診され固辞したことが複数のメディアで報じられたが、岡田は7月28日付のブログで、事実無根であり確認の取材すら受けていないとしたうえで、「フェイクニュース」と言われても仕方がないと批判した。7月27日、蓮舫が代表辞任を表明。蓮舫の辞任に伴う代表選挙（9月1日実施）では枝野幸男の推薦人に名を連ねた。
同年9月28日、衆議院解散。同日、民進党は希望の党への合流を決定。9月29日、希望の党代表の小池百合子は「リベラル派排除」を宣言。記者団に「全員を受け入れるということはさらさらありません」と語る姿、記者会見でにこやかに「排除されない、ということはございませんで、排除いたします」と答える姿が何度もテレビに流れた。9月30日、民進党の前職、元職計15人の「排除リスト」が出回る。岡田の名もその中に挙がった。10月2日、岡田は「小池代表の希望の党とは基本的に考え方が違う」として、無所属で立候補する意向を表明した。
同年10月22日に実施された第48回衆議院議員総選挙に無所属で立候補。応援演説のため選挙区を離れることが多かったが、自民党の島田佳和を大差で引き離し、10選を果たした。島田は比例復活もかなわなかった。

### 民進党分裂後
2017年10月26日、民進党系無所属議員12人と共に無所属の会の結成を衆院事務局に届け出た。岡田は会派の代表を務める。10月30日に開催された民進党全国幹事会では「民進党がしっかりと真ん中に立って、立憲民主党・希望の党と連携を深めていくことが重要だ」と述べた。
11月8日、無所属の会代表のまま、新たに民進党代表に就任した大塚耕平の元で、前原体制に引き続き常任顧問に就任した。
2018年4月26日に希望の党と民進党の両党は新党「国民民主党」を5月7日に結成する事で合意 したが、岡田は翌27日に新党には加わらず、民進党を離党して無所属で活動する方針を明らかにした。また中川正春ら他の三重選出の民進系議員と共に地域政党「三重新政の会」を結成する事も明らかにしている。5月1日には「三重新政の会」の結成が正式表明された（届出は4月20日）。同会は民進党三重県連を母体に設立され、翌年の参院選には同会を核に連合三重や新政みえ（民進党系の県議会会派）と合同で選対本部を組織し、野党統一候補の擁立を目指すとしている。7月28日には新政の会は三重民主連合に改称し、岡田は顧問に就いた。
2019年1月7日には無所属の会から立憲民主党会派に移籍する意向を明らかにし、2019年1月15日には、立憲民主党会派入りが承認された。
同年の第25回参議院議員通常選挙では、イオングループ出身の田村麻美（国民民主党）へのイオン票の取り纏めに尽力した。一方で自身の地盤である三重県選挙区では擁立した候補者が与党候補に競り負けた。11月24日には中川正春が三重民主連合の会長を辞任し、岡田が会長に就任した。

### 立憲民主党

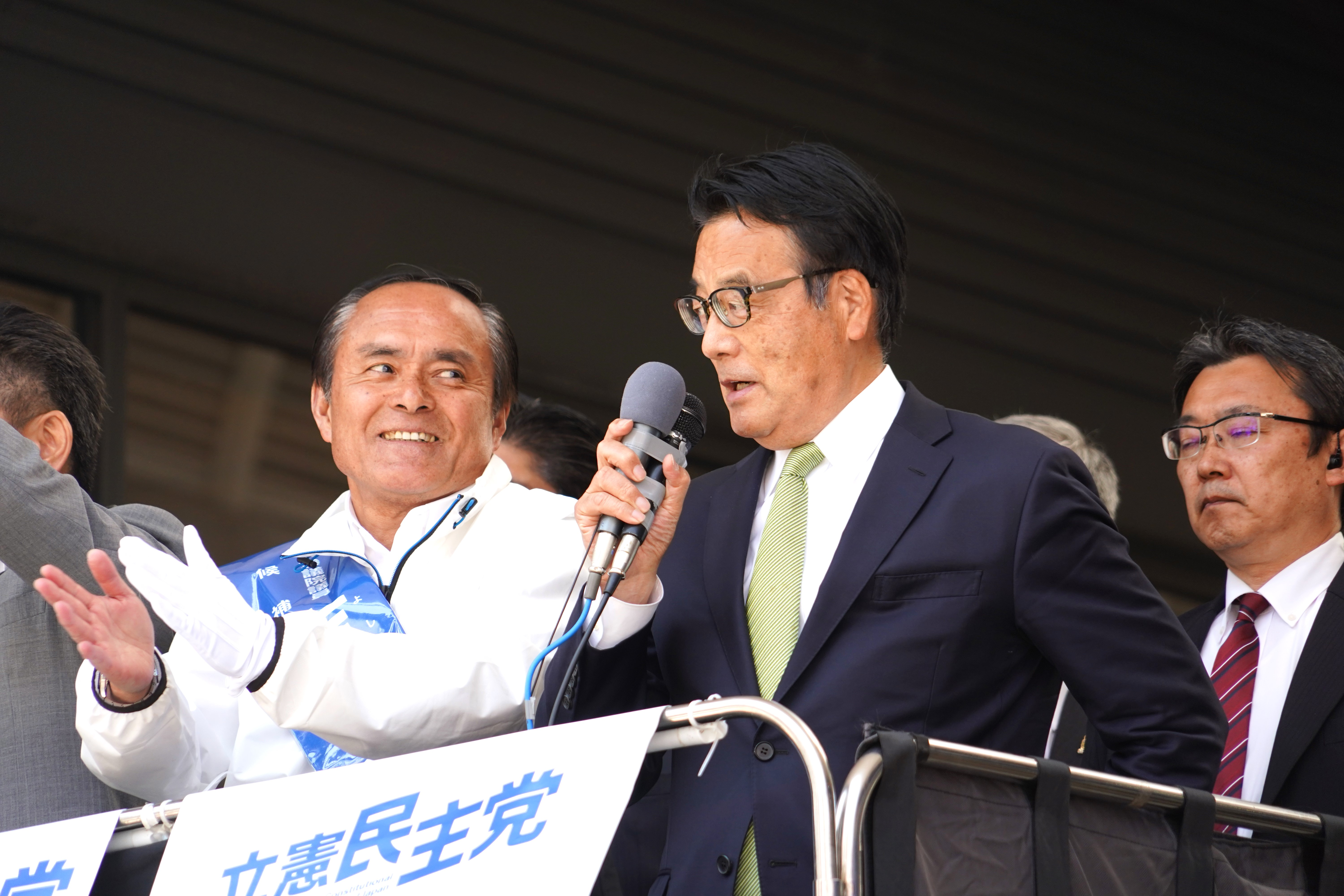
2023年4月22日、大分市での街頭演説にて吉田忠智（左）と

2020年（令和2年）9月4日、立憲・国民両党が合流してできる新党（新・立憲民主党）に参加する意向を表明。9月19日には三重民主連合の常任幹事会を開き、同連合は旧民進系勢力をつなぐネットワーク組織に刷新する方針を決めた。
2021年（令和3年）10月31日の第49回衆議院議員総選挙で11選。
2022年8月26日、立憲民主党は両院議員総会を開き、立憲民主党の新執行部が発足し、岡田は西村智奈美に代わり幹事長へ就任。また、同日に開かれた記者会見において、自身が過去に世界日報から取材を受けていた問題について「極めて申し訳なく、残念なことだった」と陳謝した上で、「当時、世界日報と旧統一教会の関係は承知していなかった」などと説明した。
2024年9月、党幹事長を退任。10月1日、党常任顧問に就任。
2024年10月27日の第50回衆議院議員総選挙で12選、無所属で出馬した中村勇太の応援を選挙中に行っている(中村は小選挙区当選)。

## 略歴
- 1953年7月14日 三重県四日市市で生まれ育つ。
- 1976年
  - 3月 - 東京大学法学部政治学科卒業[1]。
  - 4月 - 通商産業省入省。
- 1990年
  - 2月 - 第39回衆議院議員総選挙で初当選。
- 1993年
  - 6月 - 自由民主党を離党。
  - 7月 - 第40回衆議院議員総選挙で2選。
- 1996年
  - 10月 - 第41回衆議院議員総選挙で3選。
  - 11月 - 「明日の内閣」の総務政務次官、行政改革政務次官に就任。
- 1998年
  - 1月 - 国民の声政務調査会長に就任。
  - 1月 - 民政党政策調査会長に就任。
- 1999年
  - 10月 - 「次の内閣」の財政・金融ネクスト大臣に就任。
- 2000年
  - 6月 - 第42回衆議院議員総選挙で4選。
  - 7月 - 衆議院安全保障委員長に就任。
  - 9月 - 民主党政策調査会長に就任。
  - 9月 - 「次の内閣」の官房長官、経済財政担当大臣に就任。
- 2002年
  - 12月 - 民主党幹事長に就任。
- 2003年
  - 11月 - 第43回衆議院議員総選挙で5選。
- 2004年
  - 5月 - 民主党代表に就任。
- 2005年
  - 9月 - 第44回衆議院議員総選挙で6選。
- 2007年
  - 2月 - 民主党政治改革推進本部長に就任。
  - 9月 - 衆議院予算委員会理事に就任。
- 2009年
  - 5月 - 民主党幹事長に就任。
  - 8月 - 第45回衆議院議員総選挙で7選。
  - 9月 - 鳩山内閣にて外務大臣に就任。

- 2010年
  - 6月 - 菅直人内閣で外務大臣に再任。
  - 9月 - 民主党幹事長に就任。
- 2011年
  - 9月 - 衆議院予算委員会理事に就任。

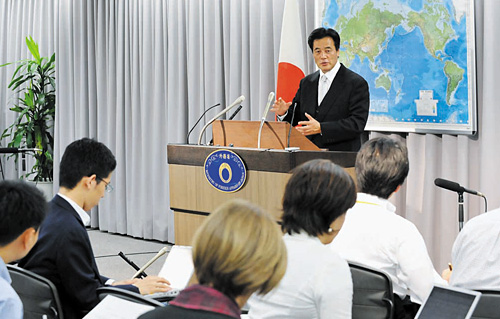
2009年9月17日、外務省での外務大臣就任会見にて

  - 12月 - 民主党行政改革調査会長に就任。
- 2012年
  - 1月 - 野田第1次改造内閣にて副総理、行政改革担当大臣、社会保障・税一体改革担当大臣、公務員制度改革担当大臣、内閣府特命担当大臣（行政刷新、少子化対策、「新しい公共」、男女共同参画）に就任。
  - 6月 - 野田第2次改造内閣にて副総理、行政改革担当大臣、社会保障・税一体改革担当大臣、公務員制度改革担当大臣、内閣府特命担当大臣（行政刷新）として留任。
  - 10月 - 野田第3次改造内閣にて副総理、行政改革担当大臣、社会保障・税一体改革担当大臣、公務員制度改革担当大臣、内閣府特命担当大臣（行政刷新）として留任。
  - 12月 - 第46回衆議院議員総選挙で8選。
  - 12月 - 民主党政治改革推進本部長に就任。
- 2014年
  - 9月 - 民主党代表代行に就任。
  - 12月 - 第47回衆議院議員総選挙で9選。
- 2015年
  - 1月 - 民主党代表に2度目の就任。
- 2016年
  - 3月 - 初代の民進党代表就任。
  - 9月 - 民進党常任顧問、民進党東日本大震災復旧・復興推進本部長、民進党政治改革推進本部長に就任。
- 2017年
  - 10月 - 無所属の会代表に就任。
  - 10月 - 第48回衆議院議員総選挙で10選。
- 2019年
  - 1月 - 無所属のまま立憲民主党会派に移籍。
- 2020年
  - 9月 - 立憲民主党と国民民主党の合流新党である新「立憲民主党」結党に参加、常任顧問に就任。
- 2021年
  - 10月 - 第49回衆議院議員総選挙で11選。
- 2022年
  - 8月 - 立憲民主党幹事長に就任[9]。
- 2024年
  - 10月 - 立憲民主党常任顧問に就任。第50回衆議院議員総選挙で12選。

## 政策・主張

### 外交・国際問題

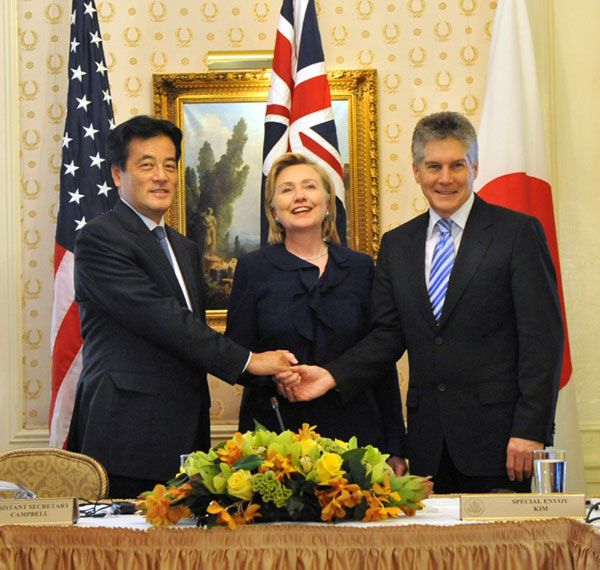
2009年9月21日、ウォルドルフ＝アストリアにてアメリカ合衆国国務長官ヒラリー・クリントン（中）、オーストラリア外務大臣ステファン・スミス（右）と

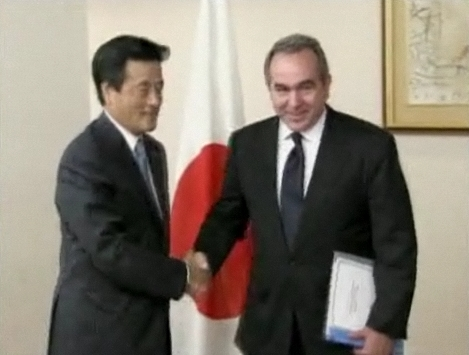
2009年9月18日、東京都にてアメリカ合衆国国務次官補（東アジア・太平洋担当）カーツ・キャンベル（右）と

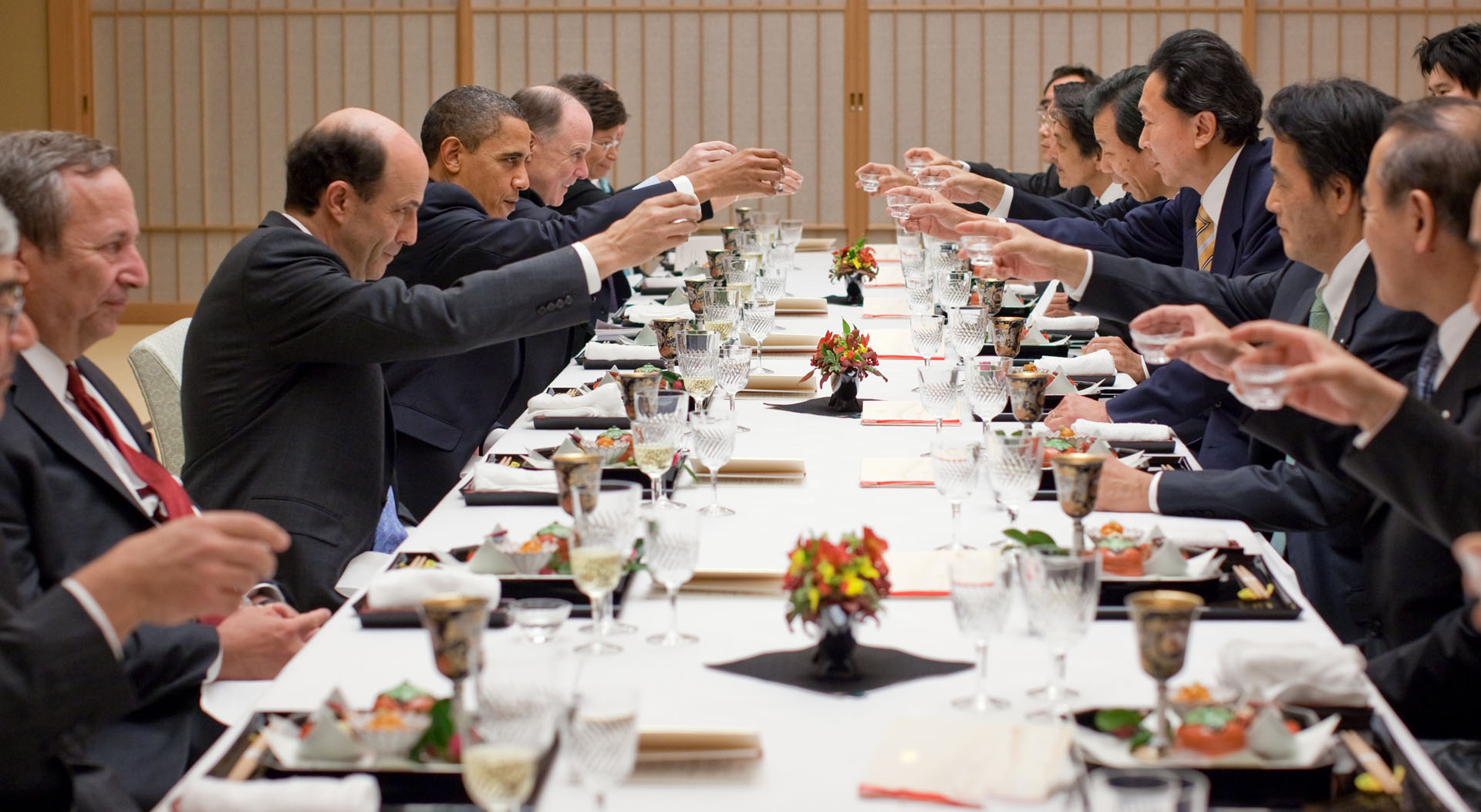
2009年11月13日、駐日アメリカ合衆国大使ジョン・ルース（左から2人目）、アメリカ合衆国大統領バラク・オバマ（左から3人目）、内閣官房長官平野博文（右から4人目）、内閣総理大臣鳩山由紀夫（右から3人目）らと

- 村山談話については一貫して踏襲すべきとの主張を続けている。歴史教科書問題では、（日本の侵略戦争について謝罪した1995年の）村山談話に基づいて、「韓国・日本・中国共通の教科書を作るのが最も理想的」と繰り返し主張している[81][82]。2015年1月18日、民主党代表選挙でも「私は過去10年の予算委員会で歴代内閣に村山談話の踏襲を確認してきた」と述べ、安倍晋三首相に対して村山談話の踏襲を求める姿勢を改めて表明した。
- 日米同盟を基軸としながらも、中国重視の姿勢を見せている。2004年の党代表時代には日本国憲法第9条を改正した上で、国連を中心とした集団的安全保障への参加と武力行使を容認する姿勢を示した[83]。
- アジアの民主主義国家は日本と韓国しか存在しないと主張しており、アジアを軸とした観点を重視している[84]。
- 中台問題では訪台や台湾当局者の会談の際に独立反対を明言し、台湾側から厳しく批判された[85]。
- 靖国参拝問題について2005年（平成17年）6月2日の衆議院予算委員会で小泉純一郎首相に対して、A級戦犯を昭和の受難者だと位置づけて合祀している靖国神社には参拝すべきでないと述べた。また参拝に関する小泉の姿勢が、日本の国連常任理事国入りや北朝鮮をめぐる六カ国協議などに大きな影響力を持つ中国との関係をぎくしゃくさせている原因の一つであると指摘。小泉にはアジア各国に対して信念を説明して理解を得る責任があり、それができないのなら辞任すべきだ（「その自覚がないんなら、もう一回言います、総理、やめるべきです、あなたは。」）と述べた[86]。
- 尖閣諸島問題について、岡田が“中国との領土問題ではないが、議論があることは事実”と表明し、石原慎太郎主導による尖閣諸島購入事件を強く批判した[87]。
- 麻生首相が靖国神社が宗教法人を任意解散して祭式の非宗教的・伝統的な特殊法人に移行する私案を発表していることに対して、「国の施設にすることに違和感を持つ。信教の自由との関係はどうなるのか」と批判している。中国や台湾が領有権を主張する尖閣諸島に関し、鳩山由紀夫首相が2010年（平成22年）5月27日の全国知事会で「帰属問題は日本と中国の当事者同士でしっかり議論して結論を見い出してもらいたい」と発言したのに対しては「尖閣に領土問題はなく、議論の余地はない」と述べ、尖閣諸島に領土問題は存在しないとの認識を示している。
- 「民主党核軍縮促進議員連盟」を作り、核不拡散・核軍縮の提言を行っている。非保有国への核使用を無条件に違法とする国際法の確立や非核三原則の北東アジアにおける共有を提案し、将来的な核兵器の廃絶を目指している[88]。
- 日韓併合100周年の際には、韓国人に対する謝罪の総決算となる政府声明を取りまとめるため奔走した[89]。
- 沖縄返還及び非核三原則に纏わる4つの密約（西山事件の問題他）は全て公開されるべきであるとする立場で、外務省にも2009年（平成21年）11月までに報告するよう命じている。
- 外務大臣として伊藤忠商事会長の丹羽宇一郎を、中華人民共和国の特命全権大使に起用するが、後に丹羽は東京都による沖縄・尖閣諸島の購入を批判している。岡田はこの人事について「政権交代のコスト」と漏らしている[90]。
- 2012年11月に行われた離島奪還の日米共同統合演習について、無人島の入砂島（沖縄県渡名喜村）を使った日米共同奪還訓練実施が日米政府間で合意されていたものの[91]、当時の岡田克也副総理が中国への配慮のためにこれを撤回し中止させた事と[92]、中止決定から3日後の同年10月25日に来日したキャンベル米国務次官補が外務省幹部にこの件について強い不快感を伝えた事が報道された[93]。
- 産経新聞2013年2月4日付記事は、政府関係者の話として、2012年12月13日に沖縄県尖閣諸島周辺で発生した中国機による領空侵犯の数日後、防衛省が航空自衛隊の緊急発進時の手続きについて報告し藤村修前官房長官や玄葉光一郎前外相ら関係閣僚は了承したが、当時副総理の岡田は『防衛省がそんなことをするから日中関係がますます悪くなる』と反対したと報道した。また当時防衛大臣の森本敏は『これ（緊急発進）は国権の発動で当然の行為だ』と主張したが、野田佳彦前首相は岡田の意見を採用するよう指示し、岡田の主導により野田内閣が曳光弾による警告を意図的に封印していたと報道した[94]。この報道について岡田は、産経新聞社に対して抗議文を送り[95]、「私は、曳光弾による警告について、防衛省から報告を受けたことも、判断を求められたこともありません。昨年12月の中国国家海洋局のプロペラ機に対するスクランブルは、従来からの領空侵犯に対する政府の既定方針であり、これに関し私が異を唱えたこともありません」と述べ、記事は事実無根であると主張した。

- ドイツのメルケル首相と民主党議員との会談の際に、『メルケル首相が慰安婦の問題などはきちんと解決した方がよい。和解をすることが重要だと日韓関係について述べた』と岡田は説明した。この発言を問題視したドイツ政府は、2015年3月13日に行われたザイベルト報道官による記者会見で『和解に関する発言は正しくない』と公表、菅義偉官房長官も会見で『メルケル首相は岡田氏との間で過去の問題について日本政府がどうすべきかとかいう発言を行った事実はない』とのドイツ政府側から公式の指摘があった旨を伝え、民主党とドイツ政府側（メルケル首相）の解釈に齟齬があることを公表した[96][97]。ドイツ政府の否定に対して岡田は、「ドイツの話を説明していく中で日本についても言及したことから一般論として日本を念頭においている」とし、改めてドイツ政府と異なる見解であることを明らかにしている[98]。

### 外国人参政権推進
2008年（平成20年）3月11日に行われた反対派との討論会において、ジャーナリストの櫻井よしこが「外国籍のまま選挙権を与えるとアイデンティティーと実際の国籍の間のギャップを永続的に固定化してしまう」と外国人参政権の問題点を指摘すると、「それも含め本人が背負っていく話だ。もし私が外国で二、三世として生まれ育ち、『選挙権を得たければ国籍を捨てろ』といわれたら許せない」と反論した。
2008年（平成20年）5月20日のブログで、会長を務める在日韓国人をはじめとする永住外国人住民の法的地位向上を推進する議員連盟が、北朝鮮を除く特別永住者と一般永住者の地方議員および首長選挙における選挙権を認めるべきだとする結論を出したと報告。「多文化共生」「多様な価値観を認める」を基本的な考えとしたもので、この結論が最善のものであることを確信していると述べている。

### 経済・財政
- 「自由で公正な社会」を標榜する。経済政策では「小泉（元）総理以上の市場経済主義者」を自認するなど、政府の役割を認めながらも新自由主義的な傾向が強く[101]、民主党内では改革派と見られている。一方で、「実質的な機会の平等」を実現するため教育の重要性を繰り返し説いている。
- 政策の優先順位が低いとして道路予算の見直しを訴えている。三重県の道路建設促進協議会の顧問就任も拒否している。
- 自動車ユーザーにガソリン税の暫定税率を負担させながら道路特定財源の一般財源化を行うのは、租税法定主義の原則から問題があるとして、暫定税率の廃止を主張している[102]。
- 財政再建に向けて積極的に提言をしており、公共事業費の削減[103]、公務員の人件費2割削減[88]、特別会計の1割削減[104] などの歳出カットを訴えている。
- 所得格差是正のため、所得税や相続税の最高税率見直しを含む累進課税の強化を実行すべきだと述べている[105]。
- 年金の基礎部分にあてる財源として、将来的な消費税引き上げの議論を始めるべきだとしている[106]。
- 日本国債について「国債の買い入れについて、懸念されるのは、財政赤字のファイナンスを日本銀行がすると見られることである。そう見られてしまえば、国債の格下げや長期金利の上昇ということにつながりかかねない、大変リスクが高い」と述べている[107]。

### 行政改革・社会保障
- 積極的に税源を移譲するなどして地方主権を進め、国と地方のあり方を変えるべきだとしている[108]。
- 政策を官僚に丸投げするやり方を批判し、政治家主体の行政を実現すると語っている。

### 憲法観
佐藤正久と櫻井よしこは、民主党時代の岡田が日本国憲法9条の改正に賛成し、集団的自衛権を認めるべきと発言していたと主張している。岡田および民主党は、発言を否定している。
民進党代表在任時の2016年、安倍晋三首相が日本国憲法を連合国軍総司令部（GHQ）による「押しつけ憲法」とする見解を撤回するなどの条件で、憲法論議に応じる余地があるとの立場を示した。

### 選択的夫婦別姓･同性婚
選択的夫婦別姓制度導入に賛成。「結婚すれば一つの姓になるということ自身が、非常に偏った一方的な見方だ。自由な選択肢というものがあってしかるべきだ」と述べる。一方、同性婚には慎重な議論が必要としている。

### 外務大臣としての政策・主張

#### 「核」について

##### 「アジア非核地帯構想」を提唱

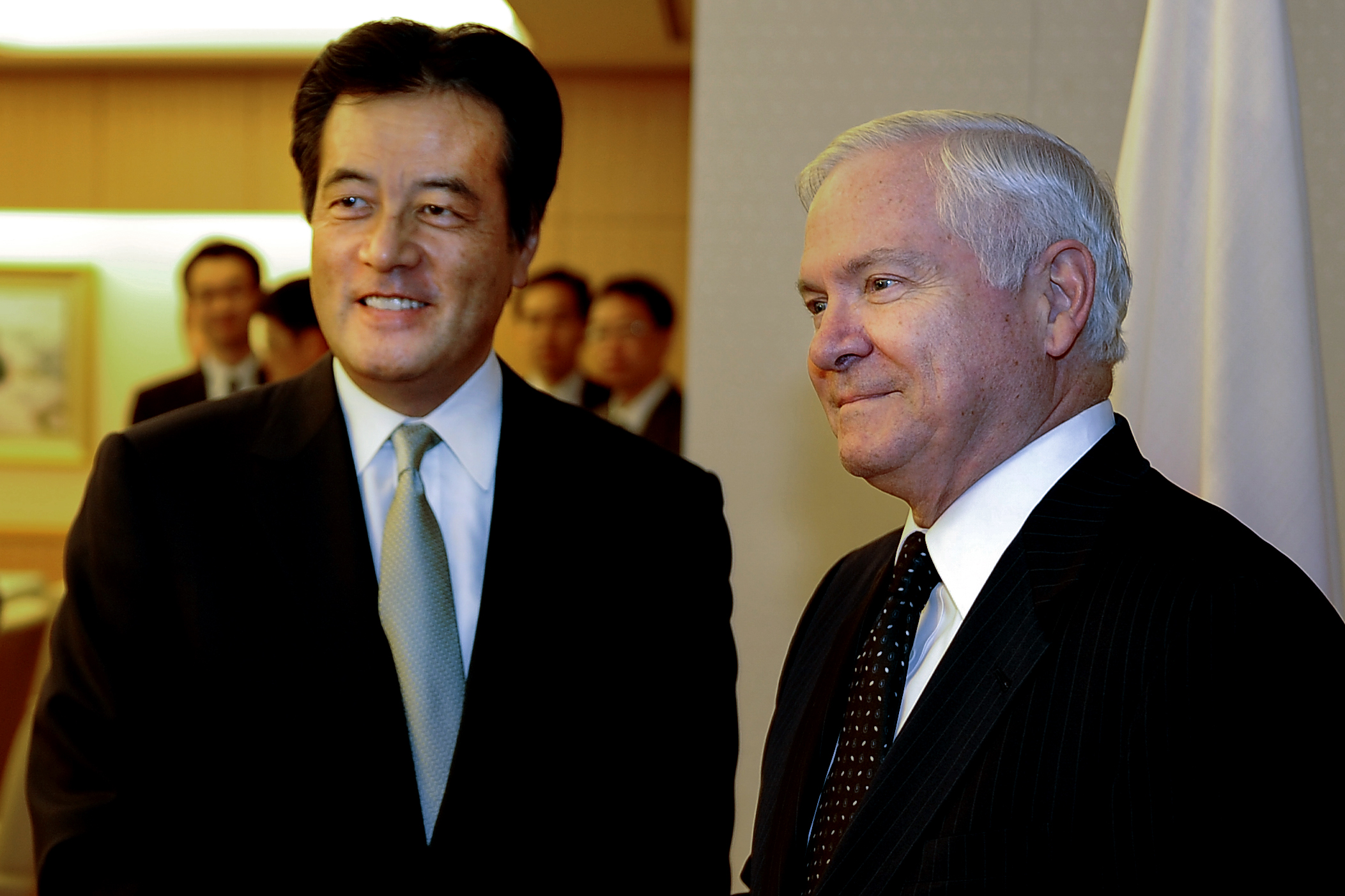
2009年10月20日、アメリカ国防長官ロバート・ゲーツ（右）と

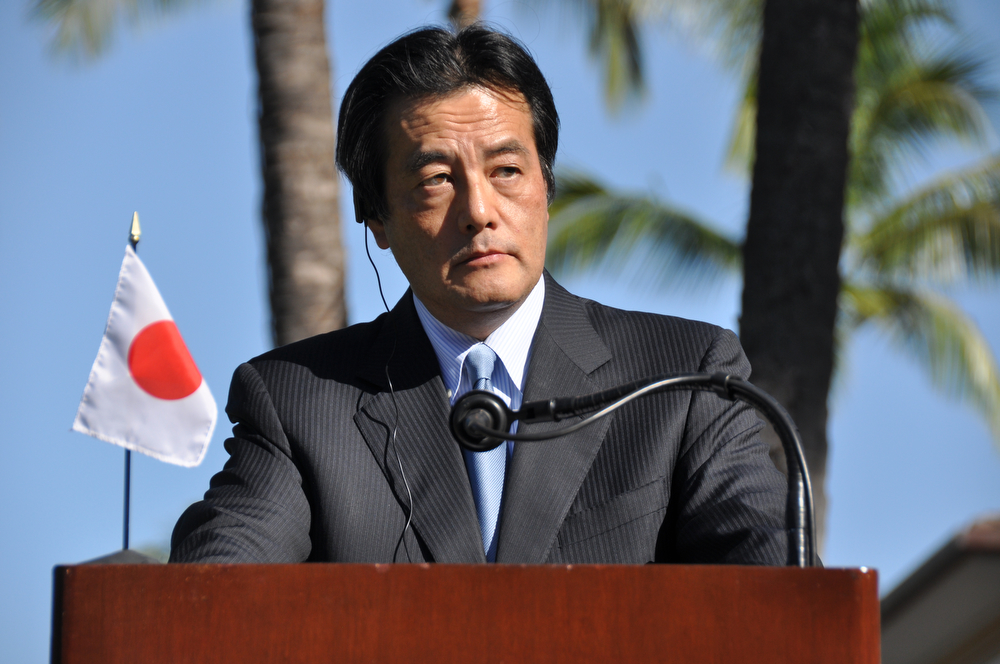
2010年1月12日、ホノルルでの日米外相会談後の共同記者会見にて

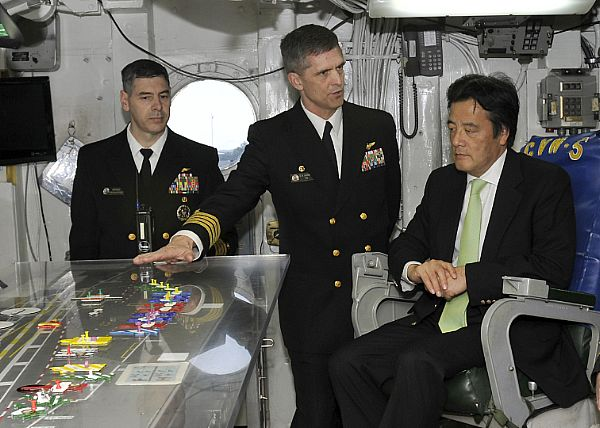
2010年4月10日、横須賀市の海軍施設視察にて、ジョージ・ワシントン艦長デイビッド・ラウスマン海軍大佐（中）と

- 2009年（平成21年）10月12日、パキスタンを訪問。海上自衛隊のインド洋での給油活動の継続を求めるパキスタン政府に対して、鳩山由紀夫内閣は給油活動延長の意思はないことを説明し、理解を求めた。また、パキスタンが核保有国であることを非難し、「核のないアジア」を提唱したが、ザルダリ大統領からは「日本は（同じく核保有国の）インドを説得して欲しい」と反論された[116]。これに対して、岡田は「インドの国防費の拡大は中国をにらんだものだ。」「オバマ米大統領は核のない世界を提唱したが、自分は核のないアジアを提唱したい」など述べたが、同意は得られなかった[117]。
- また、同日に行われたクレーシ外相と会談で、核の不拡散問題について、パキスタンが疑念を抱かれるようなことがあれば、国際社会の対応は厳しくなると述べ、第3国などに核物質などが流出することがないように管理の徹底を求めたが、クレーシ外相は、「パキスタンは責任ある核兵器国である。核物質の管理に責任を持って対応している」と不快感を示し、「パキスタンの安全保障上の懸念も理解してほしい。南アジア地域の安定を図りたい。パキスタンは攻撃的ではなく防衛的な政策をとっている」と反論した[118]。

##### イランの核開発疑惑
2010年（平成22年）2月24日、岡田はイランのアリー・ラーリージャーニー国会議長と会談した。この時、岡田はイランの核問題について「国連安全保障理事会が新たな制裁決議を採択する場合、日本も従わざるを得ない」と述べ、イランの核開発を容認しないとの認識を示した。

#### 非核三原則
2010年（平成22年）3月14日、非核三原則を堅持するとした政府（鳩山由紀夫内閣）方針に対し、岡田も堅持を表明しつつも「内閣がそれぞれ決めること。将来にわたって縛ってしまうのがいいのか」と述べ、非核三原則を法制化をする考えはないとの認識を示した。
3月17日、衆議院外務委員会で、非核三原則の法制化について「ロシアや中国の艦船が日本の領海を核を積んで通過しないという担保をどう取るのか。そういう問題に決着がつかないと、法制化は難しい」と述べ、改めて、現段階では法制化する必要はないとの認識を示し、有事の際のアメリカ軍による核搭載艦船の一時寄港については「日本国民の安全が危機的状況になったとき、原理原則をあくまで守るのか、例外を作るのかは、その時の政権が判断すべきことであり、今将来にわたって縛るわけにはいかない」と述べた。

#### 東シナ海ガス田問題について
東シナ海ガス田問題で2010年（平成22年）1月17日に中国の楊潔篪外相と会談して、2008年（平成20年）6月18日に東シナ海のガス田の共同開発で日中両国が合意した。東シナ海の「白樺」について、中国がガス生産に踏み切った場合は「日本としてしかるべき措置をとることになる」と警告した。

#### 領土問題について

##### 竹島問題
日本は竹島について「歴史上も国際法上もわが国固有の領土」という立場を取っているが、岡田自身は「韓国による不法占拠」という言葉は「信念」として使わないと、2010年（平成22年）3月26日と4月14日の衆議院外務委員会で、自民党の新藤義孝の質疑に対して答弁をしている。

##### 尖閣諸島問題
尖閣諸島に関しては「（中国とは）議論の余地はない」と強硬姿勢を示しており、2010年（平成22年）9月の尖閣諸島中国漁船衝突事件でも、中国人船長の逮捕を強く主張したとされている。

#### 普天間基地代替施設移設問題

##### 「嘉手納基地統合案」から「現行案」へ
鳩山政権を揺るがすことになったいわゆる普天間基地移設問題では、外務大臣就任当初から県外移設の選択肢には否定的な立場をとる一方で、辺野古移設の現行案ではなく嘉手納基地との統合案について度々言及。しかし閣内で十分な調整を経ないで発言したため、県外移設を模索していたとされる首相方針との食い違い、閣内不一致を指摘された（同案そのものは自民党政権時代にも検討され、米側にも様々な見解が存在したが、高速航空機が主体の嘉手納基地で、海兵隊のヘリを同時管理することが困難だとして、最終的には米側が否定的な結論に至った経緯がある）。加えて地元嘉手納町では既に深刻な騒音被害が倍増することなどへの懸念から猛反発が起き、岡田も統合案を封印した。年末近くから日米関係を重視して現行案に回帰していき、年明け後は北澤俊美防衛大臣と共同歩調をとる形で、鳩山首相に対して現行案の受け入れを主張した。

### 政治資金パーティー
2024年5月20日、岡田が幹事長を務める立憲民主党は、自民党の政治資金パーティー収入の裏金問題を受け、政治資金パーティーを全面的に禁止し、違反した場合は罰則を科すとした法案を提出。一方、24日の衆院政治改革特別委員会では、自民党議員が岡田に対し、23年間で18億円以上の政治資金パーティーの収入があり、27日にも大阪で開催予定だと指摘し、「言行不一致ではないか」と追及した。これに対し岡田は「法律ができるまでに自分たちで手を縛らなきゃいけないなんて話はない」「（法案の）本気度の話と、今法律が成立する前にパーティーをやることとは関係ない」と反論したが、25日には「改革法案が審議中で、そういう微妙な時期に悪影響を与えてはいけない」として一転してパーティーの中止を発表。一方で他の議員の開催については容認する姿勢を示しており、他党からの「言行不一致」との批判については「日本維新の会とか、自民党とか、一部メディアによる『立憲がおかしなことをやっている』というプロパガンダだ」と反論した。

## 人物

### 個人として

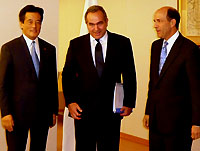
2009年9月18日、東京都にてアメリカ合衆国国務次官補（東アジア・太平洋担当）カーツ・キャンベル（中）、駐日アメリカ合衆国大使ジョン・ルース（右）と

- 支持者には「真面目でクリーン」といったイメージで捉えられることがあり、「ミスター・クリーン」と呼ばれることもある[130]。その容姿などから「ロボコップ」、原理原則を曲げない事から「原理主義者」とあだ名されることもある[131][132]。
- 趣味は読書・映画鑑賞など。他にも音楽をレトロなカセットテープで聞くことがあり、GACKTの「君に逢いたくて」を好んでいる。
- 10代からカエルの置物を収集している[130]。日本国外に出かけた際にも、「安価でどこの国にもあり、また、お土産に何を買うかあらかじめ決めておけば悩まなくてもいいから」という理由で、かならず買い求めるようにしている[133][134]。東京の議員会館事務所には、カエルの置物が大量に飾られている[130]。“カエル”には2つの意味があり、一つは「海外へ出張しても、無事妻や子供達の元へ『帰る』」という思い、もう一つは「政権を『変える』」という意味が込められているとされる。
- 今日では大手流通グループとなったイオン（イオングループ）だが、岡田の少年期は四日市岡田家（岡田屋呉服店）の個人商売を発展させた、父が創業したジャスコが三重県を中心とした地域企業から関西地方へ進出して、さらに日本全国へと拡大していく過程であり、父の苦労する姿のほうが印象に残っているという[135]。
- 高校時代に進学していた大阪教育大学附属高等学校池田校舎で、当時の学園紛争に巻き込まれ、同校には後にハーグ事件をおこす西川純らが中心となって「学園封鎖」の先頭に立っていた。大多数の学生が学園封鎖に賛成していたが、岡田はごく少数の封鎖反対派の立場に回り、「高校生は将来の日本を背負うために今は勉強すべきだ。政治の問題を学校に持ってくることが本末転倒ではないか」と主張し譲らなかったという[要出典]。
- 出身地の四日市市中部地区は四日市公害の汚染地区であり、四日市ぜんそくによる犠牲者や患者が多数いた。四日市岡田家は近鉄名古屋線の西側の堀木に自宅があり岡田家は金持ちで食べ物が良く岡田は体格が良い健康体となったが、岡田も軽度の咳が出た。
- 中部西小学校と中部中学校の同級生（昭和28年度生まれ）から＜オカラ克也＞のニックネームで呼ばれていた。
- 大学時代は勉強より読書に夢中だった。大学の教養課程では佐藤誠三郎の名物ゼミに所属し、社会科学の古典を週に何冊も読んだ。当時、衝撃を受けた本としてドストエフスキーの『カラマーゾフの兄弟』を挙げ、三兄弟の中でもイワンに共感を覚えたという。
- 尊敬する歴史上の人物として織田信長をあげており、岡田曰く「日本の歴史上最高の人物だと思う。変革期・激動期に、旧来の考えにとらわれず信念に基づいて行動した。タブーをおそれない改革精神と実行力を見習いたい。やり方は荒っぽかったが、あの時代はあれしかなかったと思っている」と述べている。
- 妻の多津子は村上水軍の末裔の家柄で[136]自由民主党の村上誠一郎衆議院議員の妹である。父の村上信二郎は53歳の若さで亡くなっていて、村上家の家訓は「国家の大事には親兄弟の屍を乗り越えても戦え」だった。職業は医師である。日本最初の「女医学校」である東京女子医科大学を卒業した神経内科医である。岡田は、司法試験を目指して「東京大学法律相談所」と云うサークルに所属していた[137]。日本史の年号暗記が苦手な岡田は法令記憶も苦手で、岡田は司法試験に敗北した[138]。この東京大学法律相談所サークルにいた、村上誠一郎という友人が第37回衆議院議員総選挙と第38回衆議院議員総選挙に出馬した。衆議院議員総選挙の選挙応援の村上候補の支援グループに、妹の多津子がいた。まだ東京女子医科大学の女学生だったが、この時ばかりは実直な岡田の行動は素早かった。多津子の兄が選挙区である愛媛県の愛媛2区の選挙活動に縛られている間に、恋人同士としてデートを重ねた。岡田は、自分の妹との交際が村上誠一郎の耳に入った時は「俺の知らない間に自分の父親が早く亡くなり、父親代わりに育てた妹に手を出して」と、彼が激怒したと回想している[139]。
- 夫婦で、2男1女の3人の子供たちの四日市市立中部西小学校の運動会に参加していた。平成初期に長女（昭和61年生まれ）の誘拐未遂事件があり[140]、四日市南警察署による家族への警備が強化された[141]。

### 政治家として
- 政治家となった理由は国家国民のために何かをしたいよりも、ケネディ家のジョン・F・ケネディが政治家（アメリカ合衆国大統領）となったのと同じで、父である岡田卓也が抱いた野望の四日市岡田家が繁栄するために政治的な名誉を得る必要があり、父から期待された次男の克也が政治家となった。地元の四日市市では昭和40年代に四日市市長だった九鬼喜久男と同じように「四日市のケネディ」と評されている[142]。
- 政策通として知られ、環境から経済、安全保障まで幅広い分野に精通している[132]。
- 世襲政治家として国会議員が地盤を継承する事に反対する立場から、強力な地盤がありながら、三重3区を子供など血縁者に継がせない方針である。小泉家4代の世襲政治家として強力な地盤がある神奈川11区の小泉進次郎衆議院議員と同じく、小泉進次郎と岡田克也は家柄の力で強力な地盤があり、小選挙区制度の恩恵を受けて、衆議院議員総選挙で289ある小選挙区の中で、選挙戦に苦労しない全国有数の楽勝で当選する無風選挙となっている。
- 民主党代表時代には、手堅い手腕でボトムアップによる全会一致主義の党運営を行った。一方、党内で意見が分かれた場合には代表預かりとすることが多かった。
- 演説の内容が細かく、大下英治の著書によると、民主党の藤田幸久元衆議院議員が有権者に「小泉総理は生命保険のキャッチフレーズを提示したが、岡田代表は約款を読んでいる」と揶揄されたと言った。
- 派閥政治を嫌い、過去に鳩山グループに在籍していたこともあったが退会後は下記の立憲民主党合流まで党内のどのグループにも属していなかった。ただし、渡部が呼びかけた反小沢系の議員グループ七奉行の会には名を連ねており会合にも参加するなど、将来の総理・党代表を意識して党内の有力議員との連携は図っている。尚、2020年9月の立憲民主党合流後は中村喜四郎らと小勝会を結成したため現在はグループを率いる立場にいる。
- 民主党政権が成立した後の与党時代になってからは公務の都合と警備の重要さで回数が少なくなったが、野党時代から選挙活動として定期的に何度も地元三重県の三重3区（桑名市・いなべ市・四日市市北部「富田地区」・菰野町の4箇所を重点）に座談会と呼ばれる対話集会を行っている。
- 岡田家は、三重2区（四日市市中部地区）の出身であり、出身地から考慮すると三重2区（四日市市南部・鈴鹿市・亀山市）から立候補するのが正当であり出馬計画もあったが、鈴鹿市を地盤としていた北川正恭三重県知事の後継者となった中川正春との調整で、三重3区（四日市市北部・桑名市・母の実家の三重郡菰野町・いなべ市など）から立候補する事とした。桑名市出身の山本幸雄から桑名市の地盤と、山手満男（東洋紡績出身の四日市市の政治家）→田中覚（四日市市塩浜地区出身の三重県知事）が地盤としていた岡田家の出身地の四日市市を岡田が地盤として継承した。
- 三重3区では対立候補の平田耕一が四日市市北部の（富田地区・富洲原地区）を地盤としており、近隣の三重郡川越町に岡田克也選挙事務所を設置して、四日市市北部を重点に選挙活動をしている。四日市市北部では、岡田屋呉服店を前身とするスーパー経営者の四日市岡田家と、千代田建材を前身とする建材屋の平田家が成金化して、名門実業家となった四日市中部地区岡田家と四日市富洲原平田家がライバル関係である。

1. 岡田克也の実家の岡田家が（イオングループの経営者）
2. 平田耕一の実家の平田家が（チヨダウーテの経営者）

- 三重3区は四日市岡田家と富洲原平田家による資本家（ブルジョワジー）出身の御曹司対決となっている。
- 三重3区ではお互い国会議員として欠如していると有権者に見られている欠点を克服するため、岡田克也と平田耕一の両陣営は庶民的政治家であるとアピールする戦略を実行している。世襲議員や金持ちの政治家に多い私立学校出身ではなくて、自身が公立学校の出身者であるとアピールする事を選挙戦術とした。岡田は自身の経歴が四日市市立の中部西小学校・中部中学校を卒業した後に大阪教育大学附属高等学校池田校舎と東京大学を卒業した学歴であり、公立小学校・公立中学校・国立高等学校・国立大学出身者であり、一般的な貧困家庭と同じ進学先で、父や兄と違い、自身は金持ちでなくて、庶民的な生活をしている事をアピールした。

1. 岡田克也は四日市市中部地区出身者である事を強調していた。
2. 平田耕一は四日市市富洲原地区の地域出身であると強調していた。

- 岡田克也と平田耕一はお互い地縁を大事にしている事をアピールする戦略を実行していた。
- 対立候補の平田耕一は三重3区で富洲原地区の地縁と三重県の県立高校でトップクラスの歴史と大学進学実績がある地元（四日市市）の名門高校の三重県立四日市高等学校同窓会の支援を重視していて、地縁と学閥を選挙活動の戦術としていた。
- 小沢一郎民主党代表の選挙戦術として2009年（平成21年）の第45回衆議院議員総選挙で岡田克也が三重5区（三重県南部の伊勢市・尾鷲市・鳥羽市・志摩市・熊野市・度会郡・北牟婁郡・南牟婁郡）に立候補する選挙区の鞍替え作戦が浮上した。2010年（平成22年）の週刊大衆などの週刊誌報道によると、平田耕一議員を支持する富洲原地区の自由民主党の関係者から証言があり、岡田克也の私設秘書は三重3区で、イオングループの組織力と民主党の強力な地盤で小選挙区制での楽勝ムードがある事から、緊張感がなくてだらけていて、第45回衆議院議員総選挙の期間中に四日市市松原町の漫画喫茶の駐車場の車の中で昼寝をしていたと報道された。中選挙区制時代は岡田克也の自身の後援会と実家のイオングループが支援組織だったが、小選挙区制の時代となり、自身の組織に加えて日本社会党出身の伊藤忠治の（情報労連・三重県の日本教職員組合・NTT労働組合票・左翼票）と民社党出身の中井洽の全日本労働総同盟（同盟労組票）が民主党及び岡田克也を支持する支援組織となっている。

#### 世界日報取材について
- 岡田は1992年・2001年・2002年の3回、統一教会系の新聞である世界日報のインタビューや座談会に応じていたことを2022年8月に公表した[143]。

## エピソード
- 1990年（平成2年）3月8日の衆院予算委員会で日本共産党議員正森成二が自民党総裁で首相の海部俊樹らに対し、自民党所属で初当選した岡田について「オカダさんちのカツコさーん」というフレーズを含むジャスコのテレビコマーシャルがあったと指摘した[144]。これは選挙に出馬した岡田への投票を誘う目的だったと疑われる[145]。
- 2004年（平成16年）、当時、岡田と民主党が批判していた小泉純一郎総理大臣の、勤務実態のない不動産会社に関するプロフィールへの記載の問題に関連して、自らの通産省勤務時代に岡田家の資産管理会社の取締役を務めていたこと、自らのプロフィールでその事実が記載されていないことが週刊文春の取材で明らかになり、これが公務員の兼職禁止規定違反にあたるものだったとして代表定例会見で説明、謝罪している。同会見において、自ら追及してきた小泉の問題と比較した質問に対し、説明の場を設けていることを理由に、「開き直っている小泉さんと一緒くたに議論されることは、極めて不本意」という旨の弁明を行った。自民党の安倍晋三幹事長（当時）は岡田の国家公務員法違反について「岡田さんは年金問題で小泉純一郎首相の予備校生時代のことまでさかのぼって厳しく批判していた。ご自身が明確に法令に反していたのであれば、大きな責任問題ではないか」と批判した[146]。また、自身の釈明がマスコミ取材まで行われず、結果的に公訴時効以後にまでに時間がかかったこと、自身のプロフィールに公務員法違反時の勤務先の記載のないことに関しては、経歴をどこまで書くかは本人に委ねられていると主張し、隠していたわけではないと釈明した。この主張により、自身が追及してきた小泉の問題に関して、自らお墨付きを与えることになり、この問題は立ち消えになったほか、兼職禁止規定違反とその釈明に至る一連の経緯について、当時国家公務員法を知らなかったことが原因とした岡田の説明に対し、岡田が法学部出身であることなどから「俄かに信じがたい」と『週刊文春』が批判している。
- 会合に出席するため朝4時半に目覚まし時計をセットしたものの1時間寝過ごし、人生で初めて寝坊をした。翌日も寝坊してしまい、おかしいと思って時計を調べてみると壊れていたという。その時計は初当選以来20年近く使い続けていたものだった[147]。
- 業界からの政治献金だけでなく、支持者からの贈り物は一切受け取らず、直筆の礼状を添えて送り返しているというが、贈り物として届いた伊勢エビを受け取らず腐らせてしまったり、生花の贈り物も拒否して枯らしてしまったという出来事もあった。また岡田と同じく贈り物は一切受け取らない主義なのは小泉純一郎であった。
- 自民党時代、総務会で亀井静香と取っ組み合いの喧嘩をして新聞に載ったことがある[148]。
- 小沢一郎は初当選時の幹事長であり、以後新進党解党まで行動を共にし、自ら「政治の世界の父」と呼ぶ人物でもある。しかし以後は小沢の民主党入り後も微妙な関係で、「きちんと話をしたことは一度もない」[149] とされる。2010年（平成22年）の小沢の国会招致を巡っては、岡田が幹事長、小沢が一議員と立場が逆転していたが、小沢との会談をするのにも苦労する有様だった。
- 議員在職当時の大橋巨泉が『毎日新聞』のインタビューで、岡田の真面目さを「議会が終わったらすぐ図書館」と形容した。大橋流のたとえ話だったのだが、大橋によると、後日2人が会った時に岡田が「僕は議会の後図書館に行ったことはありません」と真面目に反論したという。
- 利益供与や金銭の遣り取りに敏感で、同僚議員との食事であっても割り勘を原則とするため、党若手議員との懇親会を開いた際も、「食事を済ませてから来てほしい」と事前に通告していた[150]。
- 時間厳守に敏感で、2011年（平成23年）3月11日に発生した東北地方太平洋沖地震においても、定期開催されることになった実務者会合について、議論の中身よりも開催時間（1時間）に強いこだわりを見せ、実際に第一回の実務者会合において、福島第一原子力発電所事故の問題で議論が行われている最中に、「時間もないので物資輸送の件に移りましょう」と発言して、福島第一原子力発電所の議論を打ち切り、開始からちょうど1時間後に終了宣言し、会合そのものを打ち切っている[151]。
- AERAは真面目な性格が女性に人気で、街頭演説では韓流スターのような熱い眼差しを受けていると記事にしている[152]。

## 選挙歴
| 当落 | 選挙                   | 執行日         | 年齢 | 選挙区        | 政党       | 得票数     | 得票率 | 定数 | 得票順位 /候補者数 | 政党内比例順位 /政党当選者数 |
| ---- | ---------------------- | -------------- | ---- | ------------- | ---------- | ---------- | ------ | ---- | ------------------ | ---------------------------- |
| 当   | 第39回衆議院議員総選挙 | 1990年02月18日 | 36   | 旧三重県第1区 | 自由民主党 | 9万7290票  | 13.85% | 5    | 4/9                | /                            |
| 当   | 第40回衆議院議員総選挙 | 1993年07月18日 | 40   | 旧三重県第1区 | 新生党     | 14万2215票 | 20.46% | 5    | 1/7                | /                            |
| 当   | 第41回衆議院議員総選挙 | 1996年10月20日 | 43   | 三重県第3区   | 新進党     | 10万8690票 | 57.86% | 1    | 1/3                | /                            |
| 当   | 第42回衆議院議員総選挙 | 2000年06月25日 | 46   | 三重県第3区   | 民主党     | 11万7868票 | 54.16% | 1    | 1/3                | /                            |
| 当   | 第43回衆議院議員総選挙 | 2003年11月09日 | 50   | 三重県第3区   | 民主党     | 13万2109票 | 62.05% | 1    | 1/3                | /                            |
| 当   | 第44回衆議院議員総選挙 | 2005年09月11日 | 52   | 三重県第3区   | 民主党     | 14万954票  | 60.09% | 1    | 1/3                | /                            |
| 当   | 第45回衆議院議員総選挙 | 2009年08月30日 | 56   | 三重県第3区   | 民主党     | 17万3931票 | 72.20% | 1    | 1/3                | /                            |
| 当   | 第46回衆議院議員総選挙 | 2012年12月16日 | 59   | 三重県第3区   | 民主党     | 12万6679票 | 64.11% | 1    | 1/3                | /                            |
| 当   | 第47回衆議院議員総選挙 | 2014年12月14日 | 61   | 三重県第3区   | 民主党     | 12万950票  | 64.03% | 1    | 1/3                | /                            |
| 当   | 第48回衆議院議員総選挙 | 2017年10月22日 | 64   | 三重県第3区   | 無所属     | 14万7255票 | 64.34% | 1    | 1/4                | /                            |
| 当   | 第49回衆議院議員総選挙 | 2021年10月31日 | 68   | 三重県第3区   | 立憲民主党 | 14万4688票 | 64.05% | 1    | 1/2                | /                            |
| 当   | 第50回衆議院議員総選挙 | 2024年10月27日 | 71   | 三重県第3区   | 立憲民主党 | 13万7953票 | 64.05% | 1    | 1/2                | /                            |

## 主な発言
「今の説明、私は納得できません。新進党と書いていただいた有権者に対する裏切りだ」
1997年（平成9年）、両院議員総会で新進党解党を宣言した小沢一郎に対し。
「アルコール中毒で悩んでいる人の目の前にビールを置いたり、糖尿病患者の目の前に饅頭を置いたりするようなものだ。病が深くなるだけで何の意味もない」
2008年（平成20年）12月23日、鹿児島県曽於市での講演での発言。2008年度第2次補正予算案に盛り込まれた定額給付金について。
「陛下の思いが少しは入った言葉がいただけるような工夫を考えてほしい」
2009年（平成21年）10月23日、国会開会式での天皇のお言葉について閣議後の閣僚懇談会で、見直しを検討するよう求めた。詳細は第173回国会#おことばについての論議を参照。
「公約と（鳩山首相の）選挙中の発言とはイコールではない。公約というのはマニフェストだ」
2009年（平成21年）11月4日の国会答弁において普天間基地移設問題についての答弁。民主党は2007年（平成19年）7月の国会答弁にて「自民党が選挙の際の発言を履行していない」という趣旨の主張をしていた。
「事務的なミスを大きく取り上げ、いちいち大臣を辞めないといけないと結びつけるのは適切なのか」
前原誠司外務大臣が在日外国人から政治献金を受けていたことについて。
「原発事故は幸運だった」
2012年（平成24年）10月6日に行なわれた三重県桑名市での講演にて、福島第一原子力発電所事故について「いろんな関係者が言っているが、事故は幸運だった。最悪の場合は東京圏も含めて汚染される可能性があった」と発言。その後「そういう（最悪の）事態になれば、福島でももっと影響が出て、高濃度に汚染されていた。現状でもひどい状況だが、最悪の事態を考えれば幸運にも助けられたということだ」と発言の意図を説明した。
「政策の一致がなくても、自民党に代わる政権を作ることで一致していればいい」
産経新聞の報道によれば、2014年10月6日、第47回衆議院議員総選挙に向けた野党間の候補者選挙区調整について、政策の共通性より「自民党に勝てる候補」を選ぶことを優先する考えを示した。
「野合でなんで悪い」
2016年2月26日の記者会見において、民主党と維新の党の合併が野合だとの批判が強まっていることについて、「野合批判もある。野合でなんで悪いんだという開き直りの気持ちもある。」と開き直った。
- 2009年（平成21年）7月、鳩山由紀夫の「故人献金」に端を発する政治資金収支報告書虚偽記載問題に関連して、鳩山の対応を「自民党にも様々な疑惑があるが、自ら非を認めて謝罪をしたのは鳩山氏だけだ」と評価した[163]。

## 所属団体・議員連盟
- 国際連帯税創設を求める議員連盟
- 恒久平和のために真相究明法の成立を目指す議員連盟
- 在日韓国人をはじめとする永住外国人住民の法的地位向上を推進する議員連盟（会長）
- 民主党日韓議員交流委員会（顧問）
- 日中友好議員連盟（副会長）[164]
- 北京オリンピックを支援する議員の会（副会長）
- クラスター爆弾禁止議員連盟（発起人）
- 日韓議員連盟
- NGO海外活動推進議員連盟
- 核軍縮促進議員連盟

## 家族・親族
岡田家（三重県四日市市）
- 祖父・惣一郎（四日市岡田家・岡田屋6代目当主）
1885年（明治18年）生 - 1927年（昭和2年）没
- 祖母・田鶴（美濃部鏘次郎の娘）
生年不詳 - 1935年（昭和10年）没
- 父・卓也（イオングループ名誉会長、岡田屋7代目当主）
1925年（大正14年）9月生 -
- 母（高田家の娘）
三重郡菰野町の大地主で母は3人姉妹であったので、弟・高田昌也が高田家の養子となった。
- 兄・元也（イオン社長、岡田屋8代目当主）
1951年（昭和26年）6月生 -
- 弟・昌也（中日新聞社編集局政治部長）
1957年（昭和32年）生 -
- 妻・多津子（医師。村上信二郎の娘、村上誠一郎の妹）
- 長女
1986年（昭和61年）生 -
- 長男
1988年（昭和63年）生 -
- 次男
1994年（平成6年）生 -

親戚
- 高祖父・美濃部貞亮（衆議院議員、弁護士）
1853年（嘉永6年）生 - 1904年（明治37年）8月没
- 曾祖父・美濃部鏘次郎
- 伯母・岡田千鶴子（実業家、イオングループ元経営者）
1916年（大正5年）3月生 - 2022年（令和4年）5月没
- 義叔父[165]・速水融（慶應義塾大学名誉教授、文化勲章受章者）
1929年（昭和4年）10月生 - 2019年（令和元年）12月没
- 義曾祖父・村上紋四郎（衆議院議員）
1865年（慶応元年）10月生 - 1945年（昭和20年）1月没
- 義祖父・村上常太郎（最高検察庁次長検事）
1884年（明治17年）9月生 - 没
- 義伯父・村上孝太郎（参議院議員）
1916年（大正5年）6月生 - 1971年（昭和46年）9月没
- 岳父・村上信二郎（衆議院議員）
1918年（大正7年）11月生 - 1972年（昭和47年）8月没
- 義叔父・村上清（年金評論家）
1926年（大正15年）2月生 - 2008年（平成20年）没
- 義兄・村上誠一郎（衆議院議員）
1952年（昭和27年）5月生 -

## 系譜
岡田家
- イオングループの岡田家は、イオンの公式サイトによると、岡田家のルーツは三重県いなべ市北勢町治田であり、1758年（宝暦8年）に初代岡田惣左衛門が天領四日市宿（現在の三重県四日市市中部地区）にて、行商による太物（綿・麻織物）・小間物商の「篠原屋」を創業した。
- 1887年（明治20年）に岡田屋の5代目岡田惣右衛門が四日市久六町にあった店舗を四日市辻へ移転した。屋号を「岡田屋」と改称した。現在でも北勢町治田には、岡田本家がある。岡田屋となった四日市岡田家は分家であり、家系図や治田鉱山（銀銅山）関係の古文書が複数残っている。古文書の記述や口伝によると、岡田家の祖先は治田鉱山が千姫の化粧料として与えられた江戸初期に、鉱山を管理する江戸幕府の役人として治田（現いなべ市）に来た。その後、子孫が四日市に移り住み、5代目の岡田惣右衛門が個人経営から株式会社組織・岡田屋呉服店に改組した[166][167]。
- 岡田屋の近代化の貢献したのは5代目岡田惣右衛門である。6代目岡田惣一郎が1927年（昭和2年）に早死にをした後は長男の卓也が2歳だったので姉が後見人となった。7代目の岡田卓也は単なる一地方の呉服屋にすぎなかった岡田屋を国内最大規模の流通企業であるイオングループに発展させて事業を拡大させた。克也は四日市市堀木に自宅があったが、長女と長男が東京都内のマンモス大学に進学した事を機に、2008年（平成20年）4月に東京の議員宿舎を引っ越した事をブログなどで後援者に公表している。

家系図
※名前の前の番号は岡田家の当主の代数。
|                 |                 |                 |                 |                 |                 |  |  |            |            |            |            |            |            |  |  |        |        |        |        |        |        |  |  |            |            |            |            |            |            |  |  |            |            |            |            |            |            |  |  |          |          |          |          |          |          |  |  | 孝太郎 |        |        |        |        |        |  |  |        |        |        |        |        |        |
|                 |                 |                 |                 |                 |                 |  |  |            |            |            |            |            |            |  |  |        |        |        |        |        |        |  |  |            |            |            |            |            |            |  |  |            |            |            |            |            |            |  |  |          |          |          |          |          |          |  |  |        |        |        |        |        |        |  |  |        |        |        |        |        |        |
|                 |                 |                 |                 |                 |                 |  |  |            |            |            |            |            |            |  |  |        |        |        |        |        |        |  |  |            |            |            |            |            |            |  |  |            |            |            |            |            |            |  |  |          |          |          |          |          |          |  |  |        |        |        |        |        |        |  |  | 誠一郎 |        |        |        |        |        |
|                 |                 |                 |                 |                 |                 |  |  |            |            |            |            |            |            |  |  |        |        |        |        |        |        |  |  |            |            |            |            |            |            |  |  |            |            |            |            |            |            |  |  |          |          |          |          |          |          |  |  |        |        |        |        |        |        |  |  |        |        |        |        |        |        |
|                 |                 |                 |                 |                 |                 |  |  |            |            |            |            |            |            |  |  |        |        |        |        |        |        |  |  |            |            |            |            |            |            |  |  | 村上紋四郎 | 村上紋四郎 | 村上紋四郎 | 村上紋四郎 | 村上紋四郎 | 村上紋四郎 |  |  | 常太郎   | 常太郎   | 常太郎   | 常太郎   | 常太郎   | 常太郎   |  |  | 信二郎 | 信二郎 | 信二郎 | 信二郎 | 信二郎 | 信二郎 |  |  |        |        |        |        |        |        |
|                 |                 |                 |                 |                 |                 |  |  |            |            |            |            |            |            |  |  |        |        |        |        |        |        |  |  |            |            |            |            |            |            |  |  | 村上紋四郎 | 村上紋四郎 | 村上紋四郎 | 村上紋四郎 | 村上紋四郎 | 村上紋四郎 |  |  | 常太郎   | 常太郎   | 常太郎   | 常太郎   | 常太郎   | 常太郎   |  |  | 信二郎 | 信二郎 | 信二郎 | 信二郎 | 信二郎 | 信二郎 |  |  |        |        |        |        |        |        |
|                 |                 |                 |                 |                 |                 |  |  |            |            |            |            |            |            |  |  |        |        |        |        |        |        |  |  |            |            |            |            |            |            |  |  |            |            |            |            |            |            |  |  |          |          |          |          |          |          |  |  |        |        |        |        |        |        |  |  | 多津子 |        |        |        |        |        |
|                 |                 |                 |                 |                 |                 |  |  |            |            |            |            |            |            |  |  |        |        |        |        |        |        |  |  |            |            |            |            |            |            |  |  |            |            |            |            |            |            |  |  |          |          |          |          |          |          |  |  |        |        |        |        |        |        |  |  |        |        |        |        |        |        |
|                 |                 |                 |                 |                 |                 |  |  |            |            |            |            |            |            |  |  |        |        |        |        |        |        |  |  |            |            |            |            |            |            |  |  |            |            |            |            |            |            |  |  |          |          |          |          |          |          |  |  | 清     |        |        |        |        |        |  |  |        |        |        |        |        |        |
|                 |                 |                 |                 |                 |                 |  |  |            |            |            |            |            |            |  |  |        |        |        |        |        |        |  |  |            |            |            |            |            |            |  |  |            |            |            |            |            |            |  |  |          |          |          |          |          |          |  |  |        |        |        |        |        |        |  |  |        |        |        |        |        |        |
|                 |                 |                 |                 |                 |                 |  |  |            |            |            |            |            |            |  |  |        |        |        |        |        |        |  |  |            |            |            |            |            |            |  |  |            |            |            |            |            |            |  |  |          |          |          |          |          |          |  |  |        |        |        |        |        |        |  |  | 克也   |        |        |        |        |        |
|                 |                 |                 |                 |                 |                 |  |  |            |            |            |            |            |            |  |  |        |        |        |        |        |        |  |  |            |            |            |            |            |            |  |  |            |            |            |            |            |            |  |  |          |          |          |          |          |          |  |  |        |        |        |        |        |        |  |  |        |        |        |        |        |        |
|                 |                 |                 |                 |                 |                 |  |  |            |            |            |            |            |            |  |  |        |        |        |        |        |        |  |  |            |            |            |            |            |            |  |  |            |            |            |            |            |            |  |  |          |          |          |          |          |          |  |  |        |        |        |        |        |        |  |  |        |        |        |        |        |        |
| 初 岡田惣左衛門 | 初 岡田惣左衛門 | 初 岡田惣左衛門 | 初 岡田惣左衛門 | 初 岡田惣左衛門 | 初 岡田惣左衛門 |  |  | 2 惣右衛門 | 2 惣右衛門 | 2 惣右衛門 | 2 惣右衛門 | 2 惣右衛門 | 2 惣右衛門 |  |  | 3 惣助 | 3 惣助 | 3 惣助 | 3 惣助 | 3 惣助 | 3 惣助 |  |  | 4 惣八     | 4 惣八     | 4 惣八     | 4 惣八     | 4 惣八     | 4 惣八     |  |  | 5 惣右衛門 | 5 惣右衛門 | 5 惣右衛門 | 5 惣右衛門 | 5 惣右衛門 | 5 惣右衛門 |  |  | 6 惣一郎 | 6 惣一郎 | 6 惣一郎 | 6 惣一郎 | 6 惣一郎 | 6 惣一郎 |  |  | 7 卓也 | 7 卓也 | 7 卓也 | 7 卓也 | 7 卓也 | 7 卓也 |  |  | 8 元也 | 8 元也 | 8 元也 | 8 元也 | 8 元也 | 8 元也 |
| 初 岡田惣左衛門 | 初 岡田惣左衛門 | 初 岡田惣左衛門 | 初 岡田惣左衛門 | 初 岡田惣左衛門 | 初 岡田惣左衛門 |  |  | 2 惣右衛門 | 2 惣右衛門 | 2 惣右衛門 | 2 惣右衛門 | 2 惣右衛門 | 2 惣右衛門 |  |  | 3 惣助 | 3 惣助 | 3 惣助 | 3 惣助 | 3 惣助 | 3 惣助 |  |  | 4 惣八     | 4 惣八     | 4 惣八     | 4 惣八     | 4 惣八     | 4 惣八     |  |  | 5 惣右衛門 | 5 惣右衛門 | 5 惣右衛門 | 5 惣右衛門 | 5 惣右衛門 | 5 惣右衛門 |  |  | 6 惣一郎 | 6 惣一郎 | 6 惣一郎 | 6 惣一郎 | 6 惣一郎 | 6 惣一郎 |  |  | 7 卓也 | 7 卓也 | 7 卓也 | 7 卓也 | 7 卓也 | 7 卓也 |  |  | 8 元也 | 8 元也 | 8 元也 | 8 元也 | 8 元也 | 8 元也 |
|                 |                 |                 |                 |                 |                 |  |  |            |            |            |            |            |            |  |  |        |        |        |        |        |        |  |  |            |            |            |            |            |            |  |  |            |            |            |            |            |            |  |  |          |          |          |          |          |          |  |  |        |        |        |        |        |        |  |  |        |        |        |        |        |        |
|                 |                 |                 |                 |                 |                 |  |  |            |            |            |            |            |            |  |  |        |        |        |        |        |        |  |  | 美濃部貞亮 | 美濃部貞亮 | 美濃部貞亮 | 美濃部貞亮 | 美濃部貞亮 | 美濃部貞亮 |  |  | 鏘次郎     | 鏘次郎     | 鏘次郎     | 鏘次郎     | 鏘次郎     | 鏘次郎     |  |  | 田鶴     | 田鶴     | 田鶴     | 田鶴     | 田鶴     | 田鶴     |  |  | 千鶴子 | 千鶴子 | 千鶴子 | 千鶴子 | 千鶴子 | 千鶴子 |  |  | 昌也   | 昌也   | 昌也   | 昌也   | 昌也   | 昌也   |
|                 |                 |                 |                 |                 |                 |  |  |            |            |            |            |            |            |  |  |        |        |        |        |        |        |  |  | 美濃部貞亮 | 美濃部貞亮 | 美濃部貞亮 | 美濃部貞亮 | 美濃部貞亮 | 美濃部貞亮 |  |  | 鏘次郎     | 鏘次郎     | 鏘次郎     | 鏘次郎     | 鏘次郎     | 鏘次郎     |  |  | 田鶴     | 田鶴     | 田鶴     | 田鶴     | 田鶴     | 田鶴     |  |  | 千鶴子 | 千鶴子 | 千鶴子 | 千鶴子 | 千鶴子 | 千鶴子 |  |  | 昌也   | 昌也   | 昌也   | 昌也   | 昌也   | 昌也   |